# 기시다 유코
기시다 유코(岸田裕子, 1964년 8월 15일 ~ )은 일본의 제100대 총리인 기시다 후미오의 배우자이다. 결혼 전의 성은 와다(和田)이다.

## 생애
1964년 히로시마현 미요시시에서 와다 구니지로(和田邦二郎)의 장녀로 태어났다. 히로시마 조가쿠인 중고등학교를 졸업하고 도쿄 여자대학 졸업 후 마쓰다에 입사하였다. 1988년 기시다 후미오와 결혼하여 세명의 아들을 두고 있다.